# Pałac w Sadach Dolnych
Pałac w Sadach Dolnych (niem. Schloss Nieder Baumgarten) – zabytkowy pałac  we wsi Sady Dolne koło Bolkowa.
W XV–XVIII w. majątek należał do rodziny von Tschirnhaus, między innymi Andreasa von Tschirnhaus (zm. 1582) i Hans von Tschirnhaus.
Pierwszy pałac został zbudowany w 1618 przez rodzinę von Tschirnhaus. Później właścicielami pałacu był ród von Treskov (1844–1863), von Nayhauss-Cormons (1864–1899) i hrabiowie Hoyos (w latach 1899–1945). W PRL-u dobra zostały znacjonalizowane. Po przemianach ustrojowych pałac został sprzedany w ręce prywatne. Od 1998 jest własnością rodziny Lamczyk.
Przebudowany w 1844, założony na planie kwadratu, posiada czworoboczną wieżę. Pałac z charakterystycznym płaskim dachem, siedmioosiową fasadą, jest otoczony parkiem angielskim. Na terenie ogrodu znajduje się zabytkowa fontanna.
Przy pałacu folwark. Na jednym z budynków folwarku znajduje się fronton z herbami rodziców Hansa Georga von Tschirnhaus (1595-1620): Tschirnhaus i Buntsch.

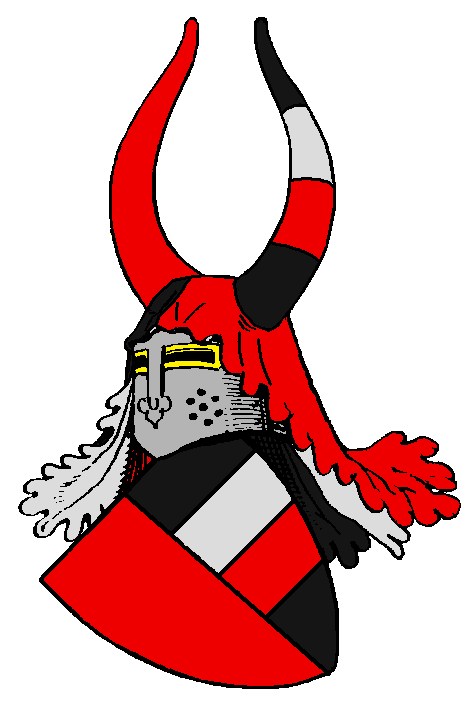
Herb von Tschirnhaus
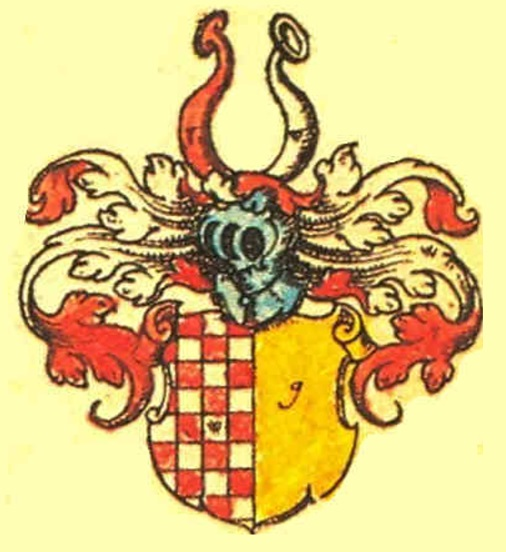
Herb von Buntsch